# Mike Richards
Pour les articles homonymes, voir Richards.
Michael Richards (né le 11 février 1985 à Kenora, dans la province de l'Ontario au Canada) est un joueur professionnel de hockey sur glace évoluant dans la Ligue nationale de hockey. Il joue son hockey junior dans la Ligue de hockey de l'Ontario avec les Rangers de Kitchener et remporte avec eux la Coupe Memorial 2003.
Vingt-quatrième choix du repêchage 2003 de la LNH par les Flyers de Philadelphie, il rejoint leur équipe école, les Phantoms de Philadelphie de la Ligue américaine de hockey, lors des séries de la saison 2004-2005 et remporte avec eux la Coupe Calder. De 2008 à 2011, il fut le capitaine des Flyers.

## Biographie

### Enfance
Mike Richards est né le 11 février 1985 à Kenora dans la province de l'Ontario au Canada. Ses parents et ses deux frères, Matt et Mark, s'occupent du club de hockey de la ville : Kenora’s Evergreen Community Club ; il y fait ses débuts à l'âge de 5 ans. Il joue dans la Northern Ontario Hockey Association avec les Stars de Kenora en 2000 et termine la saison de 85 matchs avec 149 points.
Il se fait ainsi repérer par Jamie McDonald, directeur général des Rangers de Kitchener de la Ligue de hockey de l'Ontario (également désignée par le sigle LHO), qui choisit Richards en tant que quatrième joueur du repêchage 2001 de la LHO. Ainsi, lors de la saison suivante, il joue pour les Rangers et finit troisième pointeur de l'équipe avec cinquante-huit points derrière Petr Kanko qui compte deux points de plus et Derek Roy, meneur de l'équipe avec un total de quatre-vingt-neuf.

### Années juniors

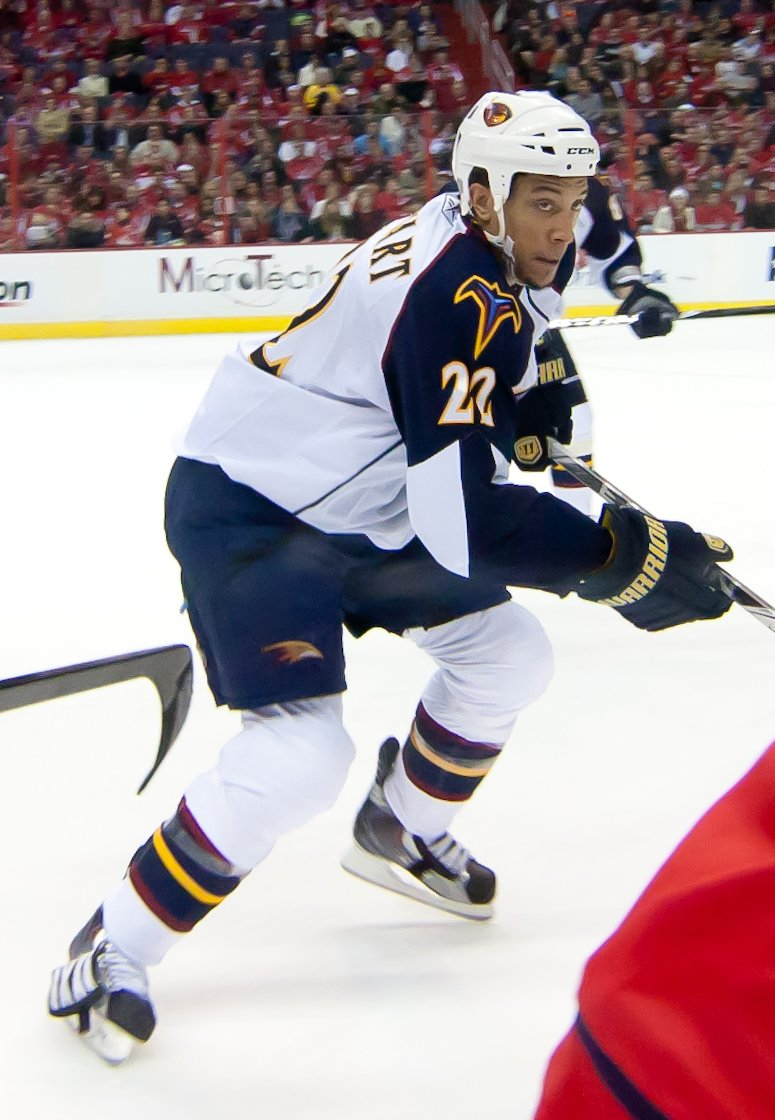
Anthony Stewart (ici avec les Thrashers d'Atlanta) joue avec Richards dans l'équipe du Canada lors de deux championnats du monde junior.

En août 2002, il fait partie de l'équipe du Canada pour la Coupe du monde des moins de 18 ans et remporte la médaille d'or.
Lors de sa saison 2002-2003, Richards termine meilleur buteur, passeur et pointeur de l'équipe avec trente-sept buts, cinquante passes décisives et quatre-vingt-sept points. L'équipe des Rangers termine la saison régulière à la première place du classement, puis gagne tous les tours des séries éliminatoires de la LHO pour remporter la Coupe J.-Ross-Robertson. Grâce à cette victoire, Richards et les Rangers participent à la Coupe Memorial 2003 ; Richards aide son équipe à gagner la Coupe Memorial en jouant les quatre matchs de son équipe : ils finissent premiers de la première phase, ils sont directement qualifiés pour la finale. Cette dernière se joue contre les Olympiques de Hull et Kitchener l'emporte 6-3. À l'issue du tournoi, Richards est élu dans l'équipe type de la Coupe Memorial.
Au cours de l'intersaison, il participe au repêchage d'entrée dans la Ligue nationale de hockey et est sélectionné par les Flyers de Philadelphie. Il est le vingt-quatrième joueur choisi, le deuxième choix des Flyers après Jeff Carter en onzième position. Il ne rejoint pas pour autant les rangs de la LNH et continue dans la LHO. Il est nommé capitaine de l'équipe des Rangers.
En 2003-2004, l'équipe des Rangers termine à la quatrième place de leur division et est éliminée dès la première ronde des séries. Fin décembre, il est sélectionné avec l'équipe du Canada pour le championnat du monde junior. Il joue sur la même ligne que lors de la compétition moins de 18 ans de 2002, aux côtés de Nigel Dawes et Anthony Stewart. Avec cinq points en six rencontres, il aide son équipe à aller en finale de la compétition et malgré une passe décisive pour un but de Dawes lors de cette finale, il ne parvient pas à empêcher les Américains de remporter le match 4-3. Quelque temps plus tard, dans la LHO, il participe au Match des étoiles pour l'association de l'Ouest. À la fin de la saison, Richards est une nouvelle fois le meilleur pointeur de l'équipe avec un total de quatre-vingt-neuf points et se classe septième pointeur de la LHO. Il ne joue qu'un seul match des séries alors que son équipe est éliminée au premier tour contre les Whalers de Plymouth.
Il joue encore une saison dans la LHO en 2004-2005. Il participe à l'édition 2005 du championnat du monde junior et est nommé capitaine de la sélection. Après deux victoires lors des deux premiers matchs, Richards se blesse au genou lors de la troisième rencontre qui est jouée contre l'équipe d'Allemagne, une victoire 9-0. Il revient pour le match suivant et inscrit le deuxième but de son équipe en infériorité numérique ; devant le directeur général des Flyers, qu'ils souhaitent tous deux impressionner, Jeff Carter et Richards réalisent  un bon match inscrivant trois buts pour Carter et un but et une passe pour le capitaine de l'équipe. Finalement, le Canada l'emporte 8-1 sur la Finlande.
Le Canada finit en tête de la première phase et accède directement à la demi-finale. Ils disposent des juniors tchèques sur le score de 3-1. La finale se joue le 4 janvier 2005 contre l'équipe de Russie emmenée par Aleksandr Ovetchkine. Finalement, les Canadiens remportent la médaille d'or en battant leurs adversaires 6-1 avec une assistance pour Richards, sur un but de Stewart.
De retour dans la LHO, Richards termine la saison avec cinquante-huit points et soixante-quinze minutes de pénalités en quarante-trois matchs. Nommé dans la seconde équipe d'Étoiles de la LHO, il conduit les Rangers à la troisième place de la division Mid-West puis à la finale de l'association. Cette dernière se joue contre les Knights de London, meilleure équipe de la saison régulière, et ce sont les Knights qui s'imposent en cinq rencontres. En quinze rencontres, il inscrit vingt-huit points. À peine l'équipe des Rangers est éliminée des séries, lui et Carter sont affectés par les Flyers dans leur équipe de formation dans la Ligue américaine de hockey, les Phantoms de Philadelphie qui jouent les séries de la Coupe Calder. Richards joue quatorze matchs avec les Phantoms, inscrit quinze points et aide ainsi sa nouvelle équipe à remporter la Coupe Calder,

### Carrière professionnelle

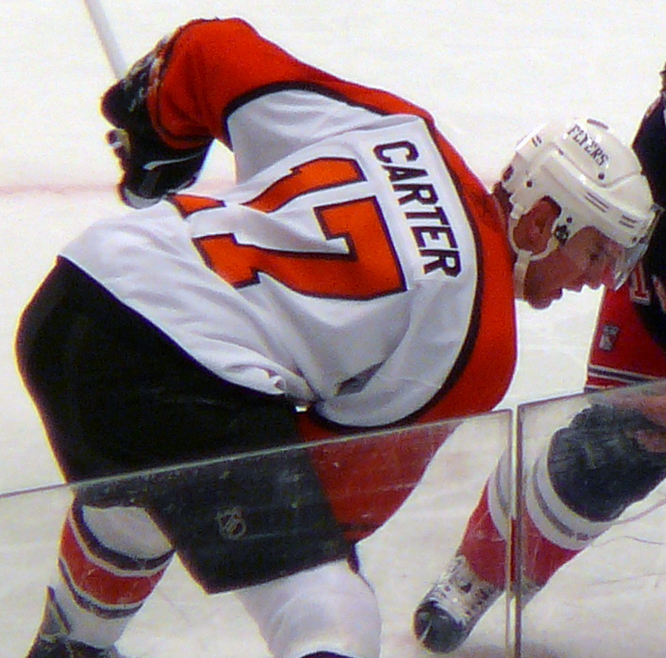
Richards et Jeff Carter (ici en photographie) sont sélectionnés tous les deux par les Flyers de Philadelphie lors du premier tour du repêchage d'entrée de 2003.

À la suite de cette victoire en Coupe Calder, Richards ne retourne pas jouer avec les Rangers de Kitchener et il totalise au cours de sa carrière junior 115 buts, 177 passes décisives et 292 points en 233 matchs de saison régulière. Richards signe son premier contrat professionnel pour trois saisons avec les Flyers fin juillet 2007. Carter et lui rejoignent les Flyers de Philadelphie au début de la saison 2005-2006 pour le camp d'entraînement.
Mike Richards joue le premier match de sa carrière dans la LNH contre les Rangers de New York, le 5 octobre 2005, et malgré la défaite 5-3, il inscrit un but pour son équipe. Le 8 février, Richards réalise son premier coup du chapeau en inscrivant trois des cinq buts de son équipe lors d'une victoire 5-2 contre les Islanders de New York. Ne manquant que trois rencontres de la saison régulière, il termine à la neuvième place des meilleurs pointeurs des Flyers avec un total de trente-quatre points ; Simon Gagné finit premier de l'équipe avec soixante-dix-neuf points. D'un point de vue collectif, les Flyers terminent deuxième de la division Atlantique, derrière les Devils du New Jersey et sont qualifiés pour les séries éliminatoires de la Coupe Stanley. Ils sont éliminés dès le premier tour par les Sabres de Buffalo en six rencontres ; Richards n'inscrit son nom qu'une seule fois sur une feuille de pointage des séries : lors de la dernière défaite, 7-1, il réalise une assistance pour l'unique but de l'équipe inscrit par Branko Radivojevič.
À la suite de cette élimination précoce des séries, Richards est appelé avec l'équipe du Canada senior pour le championnat du monde 2006 qui se joue à Riga en Lettonie. Il arrive en Lettonie et de suite joue le premier match de l'équipe contre le Danemark ; il inscrit le cinquième et dernier but de son pays pour la victoire 5-3 sur une passe décisive de Carter. Le deuxième match joué contre la Norvège est également une victoire pour le Canada, 7-1 alors que Richards est désigné assistant-capitaine de Brendan Shanahan. Le dernier match de poule voit la victoire du Canada 2-1 sur les États-Unis.
Le Canada finit la première partie du championnat en tête puis fait de même au deuxième tour. En quart de finale, les Slovaques ouvrent la marque par l'intermédiaire de Dušan Milo mais les Canadiens répliquent par quatre fois. L'équipe du Canada perd son deuxième match du tournoi en demi-finale 5-4 contre la Suède malgré une passe décisive de Richards pour un but de Kyle Calder. L'équipe perd le match de la petite-finale, 5-0, contre la Finlande.
Après cette quatrième place, Richards commence la saison suivante avec les Flyers. Le 20 novembre 2006, il joue son centième match dans la LNH contre les Penguins de Pittsburgh, une défaite 5-3. Il subit une blessure courant décembre qui lui fait manquer quinze rencontres puis une autre fin mars pour une dizaine de matchs sans jouer. Il termine la saison avec trente-deux points et dix buts ; quatre d'entre eux sont inscrits alors que son équipe est en infériorité numérique. D'un point de vue collectif, l'équipe de Philadelphie est dernière de la division et éliminée des séries.
Avec quarante-sept passes décisives et soixante-quinze points, Richards termine la saison 2007-2008 à la première place de l'équipe pour les aides et les points. Au cours de cette saison, Richards et les Flyers signent ensemble une extension de contrat pour douze saisons le 13 décembre 2007 alors qu'il totalise le compte rond de 100 points avec les Flyers depuis ses débuts. Un mois plus tard, il est appelé en compagnie de son coéquipier, Kimmo Timonen, pour jouer le 56e Match des étoiles qui a lieu fin janvier,. Un mois plus tard, il joue son deux-centième match dans la LNH lors d'une défaite 2-1 contre les Panthers de la Floride.
Le 23 juin 2011, il est échangé aux Kings de Los Angeles en retour de Brayden Schenn et Wayne Simmonds. C'est le cas de Carter, qui est échangé plus tôt aux Blue Jackets de Columbus. Le 11 juin 2012, il remporte la Coupe Stanley 2012 avec les Kings de Los Angeles.

## Statistiques

### Statistiques en club
| Saison     | Équipe                   | Ligue       |     | Saison régulière | Saison régulière | Saison régulière | Saison régulière | Saison régulière |    | Séries éliminatoires | Séries éliminatoires | Séries éliminatoires | Séries éliminatoires | Séries éliminatoires |
| Saison     | Équipe                   | Ligue       | PJ  | B                | A                | Pts              | Pun              | PJ               | B  | A                    | Pts                  | Pun                  |                      |                      |
| 2000-2001  | Stars de Kenora          | NOHA        | 85  | 76               | 73               | 149              | 20               | -                | -  | -                    | -                    | -                    |                      |                      |
| 2001-2002  | Rangers de Kitchener     | LHO         | 65  | 20               | 38               | 58               | 52               | 4                | 0  | 1                    | 1                    | 6                    |                      |                      |
| 2002-2003  | Rangers de Kitchener     | LHO         | 67  | 37               | 50               | 87               | 99               | 21               | 9  | 18                   | 17                   | 24                   |                      |                      |
| 2003       | Rangers de Kitchener     | C. Memorial | -   | -                | -                | -                | -                | 4                | 2  | 3                    | 5                    | 8                    |                      |                      |
| 2003-2004  | Rangers de Kitchener     | LHO         | 58  | 36               | 53               | 89               | 82               | 1                | 0  | 0                    | 0                    | 0                    |                      |                      |
| 2004-2005  | Rangers de Kitchener     | LHO         | 43  | 22               | 36               | 58               | 75               | 15               | 11 | 17                   | 28                   | 36                   |                      |                      |
| 2004-2005  | Phantoms de Philadelphie | LAH         | -   | -                | -                | -                | -                | 14               | 7  | 8                    | 15                   | 28                   |                      |                      |
| 2005-2006  | Flyers de Philadelphie   | LNH         | 79  | 11               | 23               | 34               | 65               | 6                | 0  | 1                    | 1                    | 0                    |                      |                      |
| 2006-2007  | Flyers de Philadelphie   | LNH         | 59  | 10               | 22               | 32               | 52               | -                | -  | -                    | -                    | -                    |                      |                      |
| 2007-2008  | Flyers de Philadelphie   | LNH         | 73  | 28               | 47               | 75               | 76               | 17               | 7  | 7                    | 14                   | 10                   |                      |                      |
| 2008-2009  | Flyers de Philadelphie   | LNH         | 79  | 30               | 50               | 80               | 63               | 6                | 1  | 4                    | 5                    | 6                    |                      |                      |
| 2009-2010  | Flyers de Philadelphie   | LNH         | 82  | 31               | 31               | 62               | 79               | 23               | 7  | 16                   | 23                   | 18                   |                      |                      |
| 2010-2011  | Flyers de Philadelphie   | LNH         | 81  | 23               | 43               | 66               | 62               | 11               | 1  | 6                    | 7                    | 15                   |                      |                      |
| 2011-2012  | Kings de Los Angeles     | LNH         | 74  | 18               | 26               | 44               | 71               | 20               | 4  | 11                   | 15                   | 17                   |                      |                      |
| 2012-2013  | Kings de Los Angeles     | LNH         | 48  | 12               | 20               | 32               | 42               | 15               | 3  | 9                    | 12                   | 8                    |                      |                      |
| 2013-2014  | Kings de Los Angeles     | LNH         | 82  | 11               | 30               | 41               | 28               | 26               | 3  | 7                    | 10                   | 17                   |                      |                      |
| 2014-2015  | Kings de Los Angeles     | LNH         | 53  | 5                | 11               | 16               | 39               | -                | -  | -                    | -                    | -                    |                      |                      |
| 2014-2015  | Monarchs de Manchester   | LAH         | 16  | 3                | 11               | 14               | 4                | -                | -  | -                    | -                    | -                    |                      |                      |
| 2015-2016  | Capitals de Washington   | LNH         | 39  | 2                | 3                | 5                | 8                | 12               | 0  | 0                    | 0                    | 4                    |                      |                      |
| Totaux LNH | Totaux LNH               | Totaux LNH  | 749 | 181              | 306              | 487              | 585              | 136              | 26 | 61                   | 87                   | 95                   |                      |                      |

### Statistiques en équipe nationale
| Année | Équipe | Évènement                   |   | PJ | B | A | Pts | Pun               |  | Résultat |
| 2004  | Canada | Championnat du monde junior | 6 | 2  | 3 | 5 | 2   | Médaille d'argent |  |          |
| 2005  | Canada | Championnat du monde junior | 6 | 1  | 4 | 5 | 2   | Médaille d'or     |  |          |
| 2006  | Canada | Championnat du monde        | 9 | 3  | 2 | 5 | 10  | Quatrième place   |  |          |
| 2010  | Canada | Jeux olympiques             | 7 | 3  | 2 | 5 | 0   | Médaille d'or     |  |          |

## Récompenses
- 2002-2003 :
  - Vainqueur de la Coupe Memorial
  - Membre de l'équipe d'étoiles du tournoi de la Coupe Memorial
- 2004-2005
  - Membre de la deuxième équipe d'étoiles de la Ligue de hockey de l'Ontario
  - Vainqueur de la Coupe Calder de la Ligue américaine de hockey
- 2007-2008 : participation au 56e Match des étoiles
- 2011-2012 : vainqueur de la Coupe Stanley avec les Kings de Los Angeles